# Auzouville-sur-Saâne
Auzouville-sur-Saâne ist eine französische Gemeinde mit 146 Einwohnern (Stand 1. Januar 2022) im Département Seine-Maritime in der Region Normandie (vor 2016 Haute-Normandie). Sie gehört zum Arrondissement Dieppe und zum Kanton Luneray (bis 2015 Kanton Bacqueville-en-Caux). Die Einwohner werden Auzouvillais genannt.

## Geographie
Auzouville-sur-Saâne liegt etwa 23 Kilometer südwestlich von Dieppe im Pays de Caux am Fluss Saâne.

## Bevölkerungsentwicklung
| Jahr      | 1962 | 1968 | 1975 | 1982 | 1990 | 1999 | 2007 | 2014 |
| Einwohner | 172  | 162  | 136  | 164  | 153  | 137  | 151  | 156  |

## Sehenswürdigkeiten
- Kirche Saint-Léger
- Herrenhaus aus dem 15. Jahrhundert